# Vladimír Dzurilla
Vladimír Dzurilla, född 2 augusti 1942 i Bratislava i Slovakiska republiken, död 25 juli 1995 i Düsseldorf, Nordrhein-Westfalen, Tyskland, var en tjeckoslovakisk ishockeymålvakt och ishockeytränare.

## Karriär
Dzurilla startade sin ishockeykarriär i Kovosmalt Petržalka i den andra divisionen i Tjeckoslovakien innan han inför säsongen 1956/1957 värvades till CHZJD Bratislava. Under denna period jobbade han som kylskåpsreparatör. Han stannade i klubben till 1973 då han lämnade klubben för spel i Zetor Brno. 1978 spelade han i Brno innan han inför säsongen 1978/1979 värvades för spel för EV Augsburg i västtyska Bundesliga. Han flyttade vidare efter ett år till klubben SC Riessersee, med vilka han efter två år vann tyska ligan. 
Han spelade i Tjeckoslovakiens herrlandslag i ishockey under 16 år. Han var ofta andremålvakt bakom Jiří Holeček i landslaget men var med och vann tre guld, tre silver och fyra brons i världsmästerskapen i ishockey och dessutom ett silver och två brons i OS. I Nordamerika uppmärksammades han i Canada Cup-turneringen 1976 då Tjeckoslovakien vann över Kanada med 1-0 och Dzurilla räddade 29 skott. Laget slutade slutligen tvåa i turneringen efter Kanada.
Efter sin aktiva karriär som spelare arbetade Dzurilla som tränare i Tjeckoslovakien och Tyskland. Han arbetade som huvudtränare i Garmisch-Partenkirchen för SC Riesserse säsongen 1987/1988, med Eintracht Frankfurt 1988/1989.
Han avslutade sin seniorkarriär 1982. Under sina sista levnadsår var han ansvarig för träning av målvaktstalanger för IIHF. Sin sista match spelade han i maj 1995 i Stockholm i en match mellan svenska old-starstjärnor och World Oldtimer All-Stars. Dzurilla blev utsedd till matchens spelare.
Strax innan sin 53:e födelsedag fick Vladimír Dzurilla en hjärtattack i sin våning i Düsseldorf och avled senare samma dag i följderna av infarkten. Han blev 1998 invald i IIHF:s Hockey Hall of Fame. 2002 blev han även upptagen i den slovakiska Hall of Fame.

## Meriter
- Utsedd till VM:s bäste målvakt 1965
- Uttagen i All-Star Team i VM 1965, 1969

### Fotnoter
1. ↑  ”Målvaktslegenderna vi minns” (på svenska). Sportbladet. 23 augusti 2004. https://www.aftonbladet.se/nyheter/article10480920.ab. Läst 21 maj 2018.